# Eynhallow

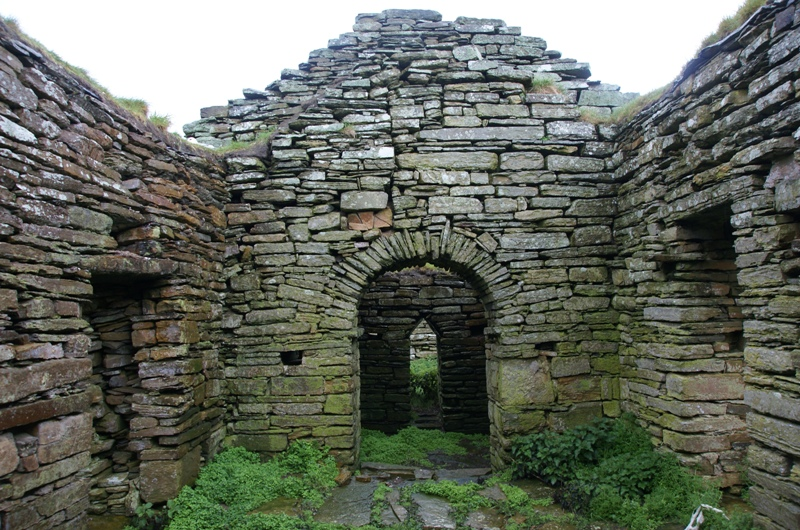
Ruïnes de l'església d'Eynhallow

Eynhallow és una petita illa localitzada en l'arxipèlag de les Òrcades, a Escòcia. Està situada entre les dues illes de Mainland i Rousay en el que és conegut com el  canal d'Eynhallow.
L'illa ocupa una superfície de 75 hectàrees i la seva altitud màxima sobre el nivell del mar és de 30 metres.
La principal atracció de l'illa és la seva església, del segle xii o anterior, potser originalment part d'un monestir.
L'illa porta deshabitada des de l'any 1851 quan van tenir lloc les Higland Clearances. L'illa és ara mantinguda per Historic Scotland i és un santuari d'aus.